# 謝夫布托訥
謝夫布托訥（法語：Chef-Boutonne，法語發音：[ʃɛf butɔn]）是法國德塞夫勒省的一个市镇，位於該國西部，属于尼奥尔区。2019年，市镇克雷济耶尔、拉巴塔耶和蒂尤并入謝夫布托訥。

## 地理
謝夫布托訥（46°3'22"N, 0°4'7"W）面积40.38 平方千米，位于法国新阿基坦大区德塞夫勒省，该省份为法国西部内陆省份，北起曼恩-卢瓦尔省，西接旺代省，南至夏朗德省和滨海夏朗德省，东临维埃纳省。
与謝夫布托訥接壤的市镇（或旧市镇、城区）包括：梅勒、吕斯赖、欧比涅、卢比涅、阿卢瓦奈、马尔西耶、丰蒂维列、瓦尔德洛姆。
謝夫布托訥的时区为UTC+01:00、UTC+02:00（夏令时）。

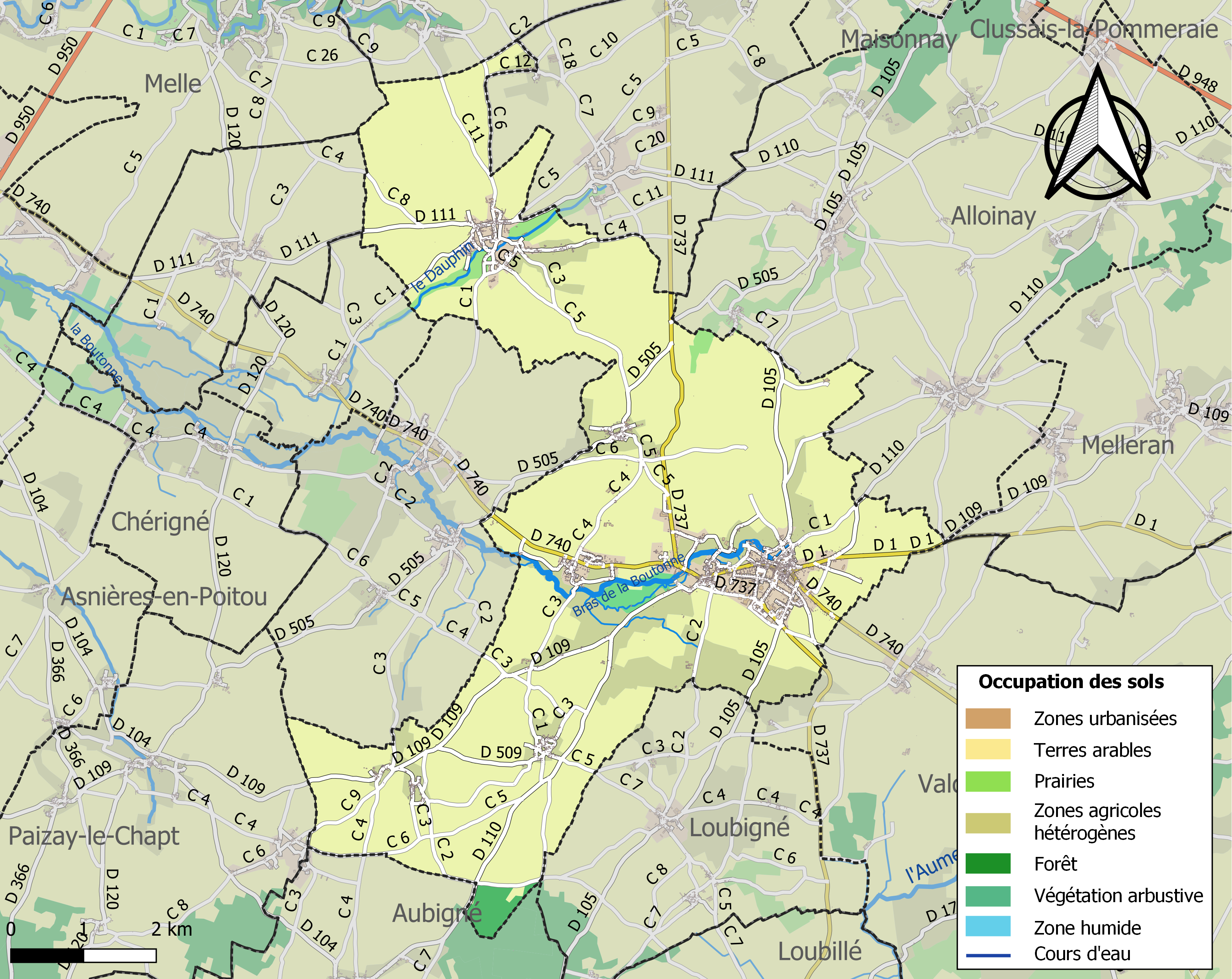
謝夫布托訥的OSM定位图

## 行政
謝夫布托訥的邮政编码为79110，INSEE市镇编码为79083。

## 政治
謝夫布托訥所属的省级选区为梅勒县。

## 人口

1962-2008年间謝夫布托訥人口变化图示

謝夫布托訥于2022年1月1日时的人口数量为2387人。